# Hermanas Agustinas Recoletas
La Congregación de las Hermanas Agustinas Recoletas (oficialmente en inglés: Congregation of the Augustinian Recollect Sisters) es una congregación religiosa católica femenina de derecho pontificio, fundada por las hermanas filipinas Dionicia e Cecilia Talangpaz en 1725 en Manila. A las religiosas de este instituto se les conoce como agustinas recoletas de Filipinas o simplemente como agustinas recoletas y posponen a sus nombres las siglas A.R.

## Historia
En 1725, las hermanas filipinas Dionicia y Cecilia Talangpaz fundaron un beaterio en Manila con la ayuda y aprobación de la provincia de Filipinas de la Orden de los Agustinos Recoletos. Las hermanas recibieron el hábito de terciarias agustinas el 16 de julio de ese mismo año y cambiaron sus nombres por Dionicia de Santa María y Cecilia Rosa de Jesús. A ellas se fueron uniendo otras jóvenes con el deseo de ingresar al beaterio que originalmente tenía el nombre de Religiosas Terciarias de San Agustín. Al inicio todas profesaban como terciarias y eran admitidas a los votos solo in articulo mortis. Solo a partir de 1907 es que comienzan a pronunciar sus votos al ingresar al instituto, por el que ya desde entonces eran consideradas verdaderas religiosas.
El 19 de agosto de 1929, el arzobispo de Manila las aprobó como una congregación de derecho diocesano, con el nombre de Terciarias Agustinas Recoletas Misioneras. Las cuales fueron reconocidas por el papa Pablo VI, como congregación de derecho diocesano, el 20 de noviembre de 1970, con el nombre actual.

## Organización

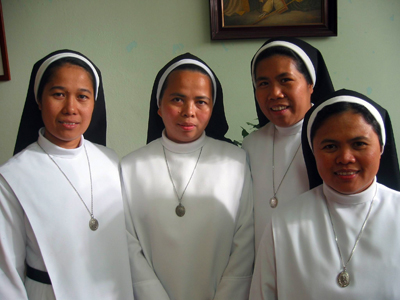
Agustinas recoletas Filipinas

La Congregación de las Hermanas Agustinas Recoletas es un instituto religioso centralizado, cuyo gobierno lo ejerce la superiora general y su consejo. La sede central se encuentra en Manila, filipinas. La regla de vida es la de san Agustín, adaptada a los tiempos actuales por sus Constituciones.
Las agustinas recoletas filipinas se dedican especialmente a la educación cristiana de la juventud, pero con una ventana abierta a toda acción pastoral misionera en el seno de la Iglesia católica. El hábito está compuesto por una túnica blanca y un velo negro.
En 2015, el instituto contaba con unas 280 religiosas y 39 casas, presentes en Australia, España, Estados Unidos y Filipinas.